# Ambush at Cimarron Pass
Pour plus de détails, voir Fiche technique et Distribution.
Ambush at Cimarron Pass où Le cri de guerre des apaches est un western américain réalisé par Jodie Copelan sortie en 1958 aux États-Unis. 

## Synopsis
Un groupe de cow-boys et une troupe de l'armée américaine, tous deux attaqués par la même bande d'Indiens, s'unissent pour rentrer au fort.

## Fiche technique
- Titre : Ambush at Cimarron Pass
- Titres français : La Marche à la mort (sortie salles[1]), Le Cri de guerre des Apaches (sortie DVD et Blu-ray[2])
- Réalisation : Jodie Copelan
- Scénario : Robert A. Reeds, Robert E. Woods, Richard G. Taylor et John K. Butler
- Production : Herbert E. Mendelson
- Musique originale : Paul Sawtell et Bert Shefter
- Photographie : John M. Nickolaus Jr.
- Montage : Carl Pierson
- Durée : 73 minutes
- Pays de production :  États-Unis
- Langue : anglais
- Distribution : Twentieth Century Fox
- Format : noir et blanc
- Date de sortie :
  - États-Unis : mars 1958
  - France : 2 juillet 1960 (distribué en province[1])

## Distribution
- Scott Brady : Sergent Matt Blake
- Margia Dean : Teresa Santos
- Clint Eastwood : Keith Williams
- Irving Bacon : Juge Stanfield
- Frank Gerstle : Capitaine Sam Prescott
- Ray Boyle : Johnny Willows
- Baynes Barron : Corbin (le trafiquant d'armes)
- William Vaughn : Henry (l'éclaireur)
- Ken Mayer : Caporal Schwitzer
- John Damler : Soldat Zach
- Keith Richards : Soldat Lasky
- John Frederick : Soldat Nathan

## Sortie France
Le film est sorti en salles en France en juillet 1960 sous le titre La Marche à la mort, mais la distribution en salles s'est faite uniquement en province, plus précisément à Dunkerque. Il restera inédit sur le territoire français jusqu'au 19 janvier 2022 où il est distribué en vidéo en DVD et Blu-ray chez Rimini Éditions sous le titre Le Cri de guerre des Apaches.